# 沿線地図
『沿線地図』（えんせんちず）は、1979年にTBS系列で金曜22時から1時間枠（金曜ドラマ枠）で放送されたテレビドラマ。放送期間は1979年4月13日から同年7月20日までで全15話。

## あらすじ
渋谷から郊外へと延びる東急田園都市線沿線に住む家族がある。一橋大学卒のエリート銀行員・松本誠治と妻の季子の一人息子・志郎は高校3年で東大も確実と言われている優等生だったが、他の生徒たちが文化祭ではしゃぐ中、教室の隅で難しい本を読んでいるような根暗な少年だった。ある日、志郎は通学の電車の中で志郎を見かけ、学校まで探しに来たと言う、電気店の娘・道子に出会う。戸惑う志郎をよそに奇矯な行動を繰り返す道子。やがて2人は恋に落ちる。道子は優等生だったが、目標が見つけられずもがいていた。道子に焚き付けられる様にして志郎はバイクの免許を取るなど、優等生の道を外れはじめるが、何か生きる活力のようなものを感じ始める。そして2人は家を出て同棲を始めた。高校も中退してしまう。道子の両親の藤森茂夫と麻子もとまどい、2組の夫婦は慌てて2人を捜し足すが、充足した表情で暮らす2人に敷かれたレールからはみ出さない意味を問われても答えることができないのだった……。

## 概要
- 当時、社会問題になっていた青少年の家出とドロップアウトが主題であるが、同時に親世代が守ろうとする戦後の資本主義社会の中での市民生活の正義と苦悩、そして笠智衆紛する少年の祖父に現代の都市生活者の理想の家族像から切り離された老人の孤独な姿が投影され、各世代の葛藤が丁寧に描かれた。
- 東京急行電鉄（東急電鉄）の協力を得て電車内のシーンなどが撮影された。当時沿線の宅地開発が急激に進んでいた田園都市線の様子を見ることができる。
- パリに居住していた岸惠子が、4か月間のスケジュールをとって来日し出演したことも話題となった。
- 全編においてフランス人シンガーソングライターのフランソワーズ・アルディによる「もう森へなんか行かない」、「私の騎士　Si mi caballero」の二曲が挿入され、メランコリックな雰囲気が演出されている。

## 出演
- 藤森麻子：岸恵子
- 松本季子：河内桃子
- 藤森茂夫：河原崎長一郎
- 藤森道子：真行寺君枝
- 松本志郎：広岡瞬
- 湯川時子：野村昭子
- 山川正平：岡本信人
- 岡田鉄太郎：新井康弘
- 岡田由紀：楠トシエ
- 大沢美代：三崎千恵子
- 中川元一郎：風間杜夫
- 松本誠治：児玉清
- 松本謹造：笠智衆

### ゲスト
第1回
- 教習所の受付：佳島由季
- グリースのあんちゃん：花房徹
- スナック「かもめ」の客：吉村庸、木瓜みらい
- 「かもめ」の常連：篠田薫、竹内靖、岸本功
- ハンバーガーの店員：松岡洋子
- オートバイの青年：今井久
- 湯川芳枝：五味佳子

第2回
- 下山先生：垂水悟郎
- 校長：穂積隆信
- 「かもめ」の常連：篠田薫、竹内靖、岸本功

第3回
- 下山先生：垂水悟郎
- 校長：穂積隆信
- 森村先生：茅島成美
- 警察官：喜田晋平
- 巡査：矢崎滋
- スーパーのレジ係：小林悦子
- スーパーの客：多摩美
- 高校生・村井：芦川誠
- 高校生・浅見：山田芳一
- 高校生・東田：長江俊介
- 女子高校生：竹内美香、酒井みゆき

第5回
- 「かもめ」に来た男：中野誠也
- 仲居：峰田智代
- ウェイター：山野史人、石津康彦
- 学生たち：佐藤秀美、川上伸之、津田孝幸
- 女の子たち：石山浩子、小林晴美、絹田由紀子
- 銀行の警備員：尾田義夫

第6回
- アパートの管理人：平田守
- タクシーの運転手：三川雄三
- 食堂のレジ係：恩田恵美子
- 市場の娘：崎田美也
- ウェイトレスの新子：曽川留三子

第7回
- 藤森昭夫：北村和夫
- 下山先生：垂水悟郎
- 森村先生：茅島成美
- 店会の役員：市原清彦
- アパートの隣人：たくみさよ
- 民謡酒場の主人：久保幸一
- 民謡酒場の板前：甲斐健一
- 主婦たち：吉岡節子、竹下江理子
- 若い妊婦：武田伊砂美
- 湯川芳枝：五味佳子

第8回
- 田中量一：岸田森
- 田島屋専務：中島元
- バーの女：泉よし子
- 美人の信子：杉まどか
- お見合・その2：上原由恵
- 焼き鳥屋の主人：猪野剛太郎
- 焼き鳥屋の女将：山川弘乃

第9回
- 田中量一：岸田森
- 寿司屋の主人：田村元治
- バーテン：大江徹
- 寿司屋の仲居：満山恵子
- 寿司屋の店員：岸正明

第10回
- 田島屋専務：中島元
- 事務の女の子：小川由夏
- 「かもめ」の常連：篠田薫、竹内靖、岸本功

第11回
- 魚屋：坂田金太郎

第12回
- ウェイトレス：半田晶子

第13回
- 「かもめ」に来た男：中野誠也
- 堀田：内田直哉
- 肉屋：石黒正男
- 花屋：谷本重代

第14回
- 隣の主婦：板倉加代子

第15回
- 警官：井上三千男、松田茂樹
- 主婦：重盛てる江
- 看護婦：五十嵐美鈴
- ピアノの男：木藤義一
- 湯川芳枝：五味佳子

## スタッフ
- 原作・脚本：山田太一
- 制作：大山勝美
- 演出
  - 龍至政美（第1回、第2回、第5回、第6回、第10回、第13回、第15回）
  - 福田新一（第3回、第4回、第8回、第12回、第14回）
  - 大山勝美（第7回、第11回）
  - 片島謙二（第9回）
- プロデューサー：片島謙二
- 音楽：小川よしあき
- 主題歌：フランソワーズ・アルディ「もう森へなんか行かない」
- 挿入歌：フランソワーズ・アルディ「私の騎士 Si mi caballero」
- 技術：中島靖人
- カメラ：浜田泰生
- 映像：小野英夫
- 照明：和田洋一
- 音声：高橋進
- 音響：鈴木敏夫
- 美術制作：佐藤勉
- デザイン：桜井哲夫
- 化粧：佐藤チエ
- 協力：東京急行
- 衣装協力：ローマ岩島、アストラ館、ロア六本木クープル
- 製作著作：TBS

## 出版

### 小説
- 単行本
  - 沿線地図（1979年、作品社）
  - 沿線地図（1983年、角川文庫）

### シナリオ
- 単行本
  - 『山田太一作品集 6 (沿線地図)』大和書房、1985年11月30日。